# Квітень 2012
Кві́тень 2012 — четвертий місяць 2012 року, що розпочнеться в неділю 1 квітня та закінчиться в понеділок 30 квітня.

## Події
- 2 квітня
  - У Тюмені (Росія) незабором після зльоту розбився літак. Загинула 31 людина, 12 чоловік госпіталізовано.[1]

- 12 квітня
  - В Івано-Франківську на честь 100-ліття Пласту відкрито перший у світі пам'ятник пластунам.

- 14 квітня
  - На 74 році життя помер відомий український модельєр Михайло Воронін.
  - Світ відзначив 100-ту річницю з дня загибелі лайнера Титанік. 14 квітня 1912 року під час першого рейсу лайнер зіткнувся з айсбергом о 23:40 (GMT-3) і за 2 години 40 хвилин затонув. Із 2223 людей на борту врятувалося 706, загинуло 1517.

- 15 квітня
  - Християни, які живуть за юліанським календарем, відсвяткували Великдень.

- 19 квітня
  - Державна податкова служба заблокувала роботу інтернет-крамниці Rozetka.ua.
  - Індія провела успішний пробний запуск міжконтинентальної балістичної ракети Аґні-5, дальність якої становить понад 5000 км.

- 20 квітня
  - В Ісламабаді розбився пасажирський літак «Боїнг-737-200», на борту якого перебувало 127 осіб.
  - Пішов з життя народний депутат України Поляченко Володимир Аврумович

- 22 квітня
  - У Франції відбувся перший тур президентських виборів, за результатами якого до другого туру пройшли Франсуа Олланд та Ніколя Саркозі.

- 26 квітня
  - В Україні о 12:39 на 350 км непарного шляху перегону Савинці — Закомельська Південної залізниці з рейок зійшли три хвостові вагони електропоїзда № 6421 «Харків-Ізюм». У вагонах, які зійшли з рейок, перебувало близько 15 пасажирів. Ніхто за медичною допомогою не звертався.[2].
  - Рейдерський напад на редакцію журналу «Всесвіт»[3]

- 27 квітня
  - У Дніпропетровську трапилось декілька вибухів. У результаті теракту постраждали за різними даними від 20 до 30 осіб.[4]